# Sicyonia aliaffinis
Sicyonia aliaffinis is een tienpotigensoort uit de familie van de Sicyoniidae. De wetenschappelijke naam van de soort is voor het eerst geldig gepubliceerd in 1934 door Burkenroad.